# Rand al'Thor

Bandiera del Drago

Stendardo di Luce

Rand al'Thor è il protagonista della saga fantasy La Ruota del Tempo dello scrittore statunitense Robert Jordan, che per questo personaggio ha tratto ispirazione da varie figure mitiche, religiose e leggendarie: il Re Pescatore del ciclo arturiano; la figura del messia nelle religioni giudaico-cristiane; Týr, dio della giustizia e del dovere per i popoli nordici.
Dal Capitolo 37, Quel che poteva essere, Libro II, La grande caccia:
Era un soldato. Era un pastore. Era un mendicante e un re. Era un contadino, un menestrello, un marinaio, un falegname. Era nato, vissuto e morto come un Aiel. Era morto pazzo, era morto marcendo, era morto di malattia, per un incidente, di vecchiaia. Era stato giustiziato, e una moltitudine aveva applaudito alla sua morte. Si era proclamato il Drago Rinato e aveva sventolato la sua bandiera al cielo; era fuggito dal Potere e si era nascosto, era vissuto e morto senza saperlo. Aveva tenuto a bada la pazzia e la malattia per anni; si era arreso a cavallo fra due inverni. A volte Moiraine veniva e lo portava via dai Fiumi Gemelli, da solo o con quelli dei suoi amici che erano sopravvissuti alla Notte d'Inverno; a volte non lo faceva. A volte venivano altre Aes Sedai. A volte veniva l'Ajah Rossa. Egwene lo aveva sposato; Egwene, con il volto severo dell'Amyrlin Seat, aveva guidato le Aes Sedai che lo avevano domato; Egwene, con le lacrime agli occhi, aveva affondato un pugnale nel suo cuore, e lui l'aveva ringraziata mentre moriva. Aveva amato altre donne, sposato altre donne, Elayne, Min e la figlia di un contadino dai capelli biondi che aveva incontrato nel suo cammino verso Caemlyn, donne che non aveva mai visto prima; Rand aveva vissuto queste vite. Cento vite. Di più. Così tante che non poteva contarle. E alla fine di ogni vita, mentre giaceva nel letto di morte, esalando l'ultimo respiro, una voce gli bisbigliava nell'orecchio: Ho vinto di nuovo, Lews Therin

## Descrizione
All'inizio della saga Rand è un ragazzo di circa venti anni, con capelli rossi ed occhi azzurri o grigi a seconda del tempo, carnagione piuttosto scura, caratteri tipici della razza Aiel. È alto quasi due metri (molto alto rispetto alle altre persone, questa differenza viene spesso descritta nel racconto) e pesa 105 kg. 
Rand è il figlio adottivo di Tam al'Thor, un ex ufficiale dei Compagni di Illian, che si è ritirato nel suo villaggio d'origine, lasciando una promettente carriera militare, per far crescere il piccolo trovatello con la moglie (morta quando il bimbo aveva pochi anni) dedicandosi alla dura vita del contadino e dell'allevatore di pecore, instillando nel figlio la semplice, morale e tenace tempra dei Fiumi Gemelli. 
Durante i primi quattro libri Rand viene marchiato due e due volte, secondo le profezie: prima due marchi dell'airone restano impressi a fuoco nei palmi delle sue mani, poi i segni del Drago gli vengono impressi sugli avambracci. Rand inoltre, durante le vicende della saga, riceve dai suoi nemici, nel suo fianco destro, due ferite inguaribili e sovrapposte, che pulsano di due diversi tipi di malvagità (queste ferite ricordano le leggende del Re Pescatore). Nella parte finale dell'undicesimo libro (La lama dei sogni), Rand perde anche la sua mano sinistra in combattimento (questa invece è una caratteristica del coraggioso dio Tyr).

## Vicende di Rand
Nei primi volumi della serie Rand scopre, con l'aiuto di Moiraine Sedai, di poter incanalare l'Unico Potere, di essere un ta'veren e soprattutto di essere il vero Drago Rinato, l'uomo destinato a sacrificare sé stesso per salvare il mondo nell'Ultima Battaglia. Di conseguenza combatte contro i Reietti e sottomette una dopo l'altra diverse nazioni o si fa alleati diversi popoli, come gli Aiel. Nelle sue imprese Rand è aiutato dagli amici fraterni Mat (Matrim Cauthon) e Perrin (Perrin Aybara), anche loro ta'veren come lui; inoltre viene supportato dalla sua ex fidanzata Egwene al'Vere e dalla ex Sapiente del suo villaggio Nynaeve al'Meara. Nel corso dei quattordici romanzi Rand incontra altre tre donne che diventano le sue compagne e madri dei suoi figli: Min Farshaw, Elayne Trakand ed Aviendha.

## Poteri e abilità
Rand è il più potente incanalatore della parte maschile dell'Unico Potere, saidin, ed è inoltre il più forte ta'veren che sia mai esistito. Come tutti gli incanalatori molto forti, ha perciò il talento molto raro di saper memorizzare e riprodurre una tessitura vedendola anche solo una volta. Ha saputo riscoprire il talento per Viaggiare tra gli uomini, inoltre ha riscoperto come formare il fuoco malefico, inoltre è tra i pochissimi ad essere capace di bloccare un portale di viaggio mentre si sta chiudendo. Al contrario Rand ha sempre mostrato una scarsissima capacità nella Guarigione. Essendo la reincarnazione del Drago ed avendo subito la contaminazione di saidin ospita nella propria mente la personalità di Lews Therin Telamon (il Drago dell'Epoca Leggendaria), che se da un lato può fornire utili suggerimenti, dall'altro comporta una serie di inconvenienti, non ultimo la credenza diffusa che Rand stia ormai diventando pazzo. Al di là delle capacità legate all'Unico Potere Rand è diventato un maestro spadaccino degno di portare una Spada con il Marchio dell'Airone ed inoltre ha mostrato di essere molto bravo a suonare e a dipingere. Inoltre ha dimostrato tutte le capacità di leadership necessarie al suo ruolo. Poiché queste caratteristiche, talenti e abilità, sono quasi tutte abilità già presenti in Lews Therin Telamon, non si può sapere quanto sia proprio di Rand, e quanto derivi invece dalla sua reincarnazione.

## Relazioni
Rand, dopo la relazione adolescenziale con Egwene, si è innamorato di Elayne, Aviendha e Min ed è stato ricambiato da tutte e tre. Questa strana situazione di intreccio sentimentale, si è risolta grazie all'accordo di spartirselo, che le tre donne hanno raggiunto tra di loro. Elayne ed Aviendha addirittura sono diventate "sorelle prime" secondo le usanze Aiel, con l'intenzione di sposare Rand come "sorelle mogli". Elayne inoltre ha predisposto con il potere uno speciale legame da Custode, capace di legare Rand a tutte e tre. All'inizio della saga, la Reietta Lanfear, che nell'Epoca Leggendaria era stata l'amante del Drago Lews Therin Telamon, ha cercato di sedurre Rand per brama di potere. Infine bisogna ricordare che Rand nel VI Libro è stato legato come Custode e contro la propria volontà da Alanna Sedai, dell'Ajah Verde.

## Nascita e parentele
Nei volumi quarto e quinto della serie de "La Ruota del Tempo" si vengono a conoscere finalmente dettagli fondamentali sulla nascita e quindi sulle parentele di Rand. La madre di Rand è la principessa Tigraine Mantear, erede al trono di Andor; circa venticinque anni prima delle vicende descritte all'inizio dei romanzi, Tigraine abbandona suo marito Lord Taringail Damodred ed il piccolo figlio Galad, di appena pochi anni, su istigazione di Gitara Moroso, Aes Sedai dell'Ajah Azzurra, che ha avuto una predizione sul futuro. La giovane donna attraversa le montagne della Dorsale del Mondo e si reca nella Desolazione Aiel, dove viene adottata dalla setta Chumai degli Aiel Taardad e diventa anche una Fanciulla della Lancia. Tra gli Aiel assume inoltre il nome di Shaiel e si innamora ricambiata di Janduin (capo clan dei Taardad). Dopo circa quattro anni, assieme a ben quattro dei clan Aiel, i due riattraversano la Dorsale del Mondo e vengono nelle "Terre Bagnate" per punire re Laman Damodred di Cairhien, per l'Uccisione dell'Albero di Avendoraldera, iniziando la cosiddetta Guerra Aiel, che dura alcuni anni. Durante la guerra Shaiel/Tigraine resta incinta di Janduin, viene separata da lui nel corso della battaglia della "Neve insanguinata" e muore partorendo Rand sulle pendici di Montedrago, all'insaputa di tutti. Janduin, disperato per la sua perdita, va nella Macchia dove trova la morte, per mano di Lord Luc, fratello di Tigraine. Tam al'Thor, soldato delle truppe di Illian, trova il neonato urlante, accanto alla madre morente e lo adotta, portandolo nel suo villaggio d'origine, nei Fiumi Gemelli, l'antica sede del glorioso Manetheren: in questa maniera Tam completa una profezia conosciuta dagli Aiel: "Sarà del nostro sangue, ma verrà cresciuto dall'antico sangue". Da tutte queste vicende ne consegue che Rand è per sangue un nobiluomo Andorano e Cairhienese, è fratellastro di Galad, è lontano parente di una delle compagne della sua vita (Elayne Trakand) ed in parte nipote di Moiraine Damodred, inoltre la misteriosa entità che viene definita come l'Assassino, è per metà composta da suo zio, Lord Luc, fratello di Tigraine (questa entità, che ha la facoltà di muoversi attraverso Tel'Aran'Rhiod, il Mondo dei Sogni, è nata dalla fusione di Lord Luc con Isam, cugino di Lan Mandragoran).

## Il concetto diDrago
Il Drago è un incanalatore di immenso potere ed un ta'veren, che la Ruota del Tempo forgia periodicamente per rimettere in equilibrio i destini del mondo, ogni qual volta l'entità malvagia di Shai'tan (ovvero il Tenebroso) inizia ad influenzare malignamente la realtà. Oltre a Rand al'Thor, che è il Drago dell'Epoca narrata nei quattordici romanzi, si conosce il Drago dell'epoca precedente, Lews Therin Telamon, di cui Rand è una reincarnazione.
Nel corso della storia dopo la Frattura del mondo, molti incanalatori si sono proclamati come Draghi Rinati, causando non pochi problemi prima di rivelarsi come Falsi Draghi, i due più recenti sono stati Logain Ablar e Mazrim Taim.
Presso gli Aiel il Drago Rinato è conosciuto come il Car'a'carn, ovvero il capo dei capi, ma anche come "Colui che viene con l'alba". Presso gli Atha'an Miere invece viene chiamato il Coramoor.